# Kupa na Bălgarija 1993-1994
La Coppa di Bulgaria 1993-1994 è stata la 12ª edizione di questo trofeo, e la 54ª in generale di una coppa nazionale bulgara di calcio, iniziata il 6 ottobre 1993 e terminata il 4 maggio 1994.  Il Levski Sofia ha vinto il trofeo per la diciannovesima volta.

## Primo turno
| Squadra 1              | Risultato       | Squadra 2         |
| ---------------------- | --------------- | ----------------- |
| 6 ottobre 1993         |                 |                   |
| Cherven bryag          | 1 – 0 (dts)     | Dunav Ruse        |
| Lokomotiv Samuil       | 2 – 5           | Ovech Provadia    |
| Lokomotiv Dryanovo     | 0 – 0 (4-2 dtr) | Botev Novi Pazar  |
| Botev Vraca            | 4 – 1           | Liteks Loveč      |
| Lokomotiv Mezdra       | 1 – 0           | Lokomotiv Ruse    |
| Černolomec Popovo      | 2 – 0           | Levski Lom        |
| Pavlikeni              | 3 – 2           | Montana           |
| Lokomotiv Kaspichan    | 2 – 0           | Akademic Svištov  |
| Benkovski Byala        | 0 – 1           | Svetkavica        |
| Ticha Varna            | 4 – 2           | Botev Rogozen     |
| Spartak Pleven         | 1 – 3           | Storgoziya Pleven |
| Varsh                  | 1 – 5           | Dorostol Silistra |
| Levski Omurtag         | 2 – 0           | Septemvri Tervel  |
| Balkanski Belogradchik | 0 – 0 (5-4 dtr) | Bdin              |
| Chirpan                | 3 – 0           | Minjor Rudozem    |
| Metalurg Pernik        | 2 – 1           | Rozova Dolina     |
| Nesebăr                | 1 – 2 (dts)     | Pirin Goce Delčev |
| Pomorie                | 3 – 0           | Rilski Sportist   |
| Marica Plovdiv         | 2 – 1           | Belasica Petrič   |
| Marek Dupnica          | 1 – 0           | Neftohimik Burgas |
| Jambol                 | 4 – 3 (dts)     | Metalik Sopot     |
| Ograzhdenets Karnalovo | 1 – 2           | Levski Karlovo    |
| Armec Sliven           | 3 – 0           | Bankya            |
| Čimik Kostinbrod       | 0 – 1           | Vihren Sandanski  |
| Hebăr Pazardžik        | 3 – 2           | Septemvri Sofia   |
| Dimitrovgrad           | 8 – 3           | Dzhebel           |
| Benkovski Zimnitsa     | 1 – 8           | Sliven            |
| Bratsigovo             | 2 – 0           | Haskovo           |

## Secondo turno
| Squadra 1              | Risultato | Squadra 2           |
| ---------------------- | --------- | ------------------- |
| 27 ottobre 1993        |           |                     |
| Pavlikeni              | 4 – 0     | Svetkavica          |
| Vikhŭr Nikolovo        | 1 – 4     | Ovech Provadia      |
| Ticha Varna            | 2 – 1     | Botev Vraca         |
| Levski Omurtag         | 2 – 0     | Lokomotiv Kaspichan |
| Lokomotiv Dryanovo     | 1 – 0     | Storgoziya Pleven   |
| Cherven bryag          | 0 – 1     | Lokomotiv Mezdra    |
| Balkanski Belogradchik | 3 – 0     | Levski Glavinitsa   |
| Dorostol Silistra      | 3 – 0     | Černolomec Popovo   |
| Marek Dupnica          | 3 – 1     | Pirin Goce Delčev   |
| Dimitrovgrad           | 1 – 2     | Spartak Plovdiv     |
| Levski Karlovo         | 4 – 3     | Minjor Pernik       |
| Metalurg Pernik        | 2 – 1     | Hebăr Pazardžik     |
| Sliven                 | 2 – 0     | Armec Sliven        |
| Chirpan                | 1 – 0     | Jambol              |
| Vihren Sandanski       | 3 – 0     | Marica Plovdiv      |
| Pomorie                | 3 – 0     | Bratsigovo          |

## Sedicesimi di finale
| Squadra 1              | Risultato       | Squadra 2            |
| ---------------------- | --------------- | -------------------- |
| 24 novembre 1993       |                 |                      |
| Metalurg Pernik        | 5 – 2           | Ticha Varna          |
| Pomorie                | 0 – 1           | Levski Karlovo       |
| Beroe                  | 1 – 1 (3-1 dtr) | Lokomotiv Plovdiv    |
| Levski Omurtag         | 0 – 1           | Dorostol Silistra    |
| Pavlikeni              | 1 – 0           | Šumen                |
| Lokomotiv GO           | 1 – 1 (5-3 dtr) | Slavia Sofia         |
| Balkanski Belogradchik | 2 – 3           | Levski Sofia         |
| Pirin Blagoevgrad      | 4 – 0           | Spartak Varna        |
| Marek Dupnica          | 2 – 1           | FK Etăr              |
| Spartak Plovdiv        | 4 – 0           | Lokomotiv Sofia      |
| Ovech Provadia         | 3 – 0           | Lokomotiv Mezdra     |
| Sliven                 | 2 – 1           | FK Černomorec Burgas |
| Chirpan                | 1 – 0 (dts)     | CSKA Sofia           |
| Vihren Sandanski       | 1 – 0           | Botev Plovdiv        |
| Černo More Varna       | 2 – 0           | Dobrudža             |

## Ottavi di finale
| Squadra 1          | Totale      | Squadra 2         | Andata | Ritorno |
| ------------------ | ----------- | ----------------- | ------ | ------- |
| 1/8 dicembre 1993  |             |                   |        |         |
| Beroe              | 0 – 5       | Levski Sofia      | 0 - 1  | 0 - 4   |
| Pirin Blagoevgrad  | 8 – 1       | Levski Karlovo    | 7 - 0  | 1 - 1   |
| Pavlikeni          | 0 – 5       | Marek Dupnica     | 0 - 2  | 0 - 3   |
| Vihren Sandanski   | 2 – 2 (gfc) | Lokomotiv GO      | 2 - 2  | 0 - 0   |
| Ovech Provadia     | 3 – 3 (gfc) | Dorostol Silistra | 3 - 1  | 0 - 2   |
| Sliven             | 2 – 5       | Černo More Varna  | 1 - 3  | 1 - 2   |
| Metalurg Pernik    | 1 – 5       | Spartak Plovdiv   | 1 - 2  | 0 - 3   |
| Lokomotiv Dryanovo | 0 – 3       | Chirpan           | 0 - 0  | 0 - 3   |

## Quarti di finale
| Squadra 1           | Totale | Squadra 2         | Andata | Ritorno |
| ------------------- | ------ | ----------------- | ------ | ------- |
| 11/15 dicembre 1993 |        |                   |        |         |
| Černo More Varna    | 2 – 8  | Levski Sofia      | 1 - 4  | 1 - 4   |
| Chirpan             | 1 – 2  | Marek Dupnica     | 1 - 0  | 0 - 2   |
| Pirin Blagoevgrad   | 4 – 2  | Dorostol Silistra | 3 - 0  | 1 - 2   |
| Lokomotiv GO        | 0 – 6  | Spartak Plovdiv   | 0 - 2  | 0 - 4   |

## Semifinali
| Squadra 1         | Totale | Squadra 2       | Andata | Ritorno |
| ----------------- | ------ | --------------- | ------ | ------- |
| 3/23 marzo 1994   |        |                 |        |         |
| Levski Sofia      | 10 - 0 | Marek Dupnica   | 7 - 0  | 3 - 0   |
| 3/30 marzo 1994   |        |                 |        |         |
| Pirin Blagoevgrad | 1 - 0  | Spartak Plovdiv | 1 - 0  | 0 - 0   |

## Finale
| Arbitro: | Lyuben Angelov |

|  |           |           |
|  | Marcatori | 87’ Iliev |